# Alessandro Bovo
Alessandro Bovo (ur. 1 stycznia 1969 w Genui) – włoski piłkarz wodny. Dwukrotny medalista olimpijski.
Mierzący 185 cm wzrostu zawodnik w 1992 w Barcelonie wspólnie z kolegami został mistrzem olimpijskim. Cztery lata później znalazł się wśród brązowych medalistów igrzysk. Był mistrzem Europy w 1993 i 1995. W 1994 triumfował na mistrzostwach świata. Pięciokrotnie – z Savoną i Pescarą – był mistrzem Włoch.